# Joshua Hartmann
Joshua Hartmann (* 9. Juni 1999 in Siegen) ist ein deutscher Leichtathlet und deutscher Rekordhalter im 200-Meter-Lauf. Seine Disziplinen sind die Strecken von 60 bis 400 Meter.

## Sportliche Karriere
2021 siegte Hartmann mit der 4-mal-100-Meter-Staffel bei den U23-Europameisterschaften. Als einziges Mitglied dieses Quartetts startete er im August 2021 auch als Mitglied der 4-mal-100-Meter-Staffel bei den Olympischen Spielen in Tokio. Dort belegten Julian Reus, Joshua Hartmann, Deniz Almas und Lucas Ansah-Peprah den fünften Platz in 38,12 Sekunden. Im Jahr darauf schied Hartmann mit der Staffel bei den Weltmeisterschaften in Eugene im Vorlauf aus. Sein bislang größter internationaler Erfolg ist ein fünfter Platz über 200 Meter bei den Europameisterschaften 2022 in München in 20,50 Sekunden. Die 4-mal-100-Meter-Staffel wurde 2022 in München wegen Überlaufens der Wechselmarke disqualifiziert.
Bei den Deutschen Meisterschaften 2023 in Kassel stellte er in 20,02 Sekunden einen neuen deutschen Rekord über die 200 Meter auf. Dies war Hartmanns erster nationaler Titel, nachdem er 2020 bereits Zweiter und 2021 Dritter im 100-Meter-Lauf geworden war.
Bei der Team-Europameisterschaft im Rahmen der Europaspiele 2023 gewann er mit der 4-mal-100-Meter-Staffel die Goldmedaille. Bei den Weltmeisterschaften 2023 schied Hartmann über die 200 Meter mit 20,51 Sekunden bereits im Vorlauf aus. Bei der 4-mal-100-Meter-Staffel verlor er den Staffelstab, so wurde auch da das Finale verpasst.
Bei den Europameisterschaften 2024 erreichte er das Finale über 200 Meter, wurde dort jedoch wegen eines Fehlstarts disqualifiziert. Für die 4-mal-100-Meter-Staffel wurde er nicht aufgestellt.

## Privates
Joshua Hartmann ist in Siegen geboren und in Köln aufgewachsen. Sein Vater und dessen Familie stammen aus New York (USA), seine Mutter ist Deutsche. Hartmann begann im Alter von zwölf Jahren mit der Leichtathletik. Durch einen Erfolg bei einem Sprintcup gewann er eine Mitgliedschaft beim ASV Köln und spielte zunächst neben dem Leichtathletiktraining auch Fußball. Bereits in seinem ersten U16-Jahr wurde er Deutscher U16-Vizemeister über 300 Meter und konzentrierte sich fortan ganz auf die Leichtathletik.